# 紀元前820年
紀元前820年（きげんぜん820ねん）は、西暦による年。

## 他の紀年法
- 干支 : 辛巳
- 中国
  - 周 - 宣王8年
  - 魯 - 武公6年
  - 斉 - 厲公5年
  - 晋 - 献侯3年
  - 秦 - 荘公2年
  - 楚 - 熊徇2年
  - 宋 - 恵公11年
  - 衛 - 釐侯35年
  - 陳 - 釐公12年
  - 蔡 - 夷侯18年
  - 曹 - 戴伯6年
  - 燕 - 釐侯7年
- 朝鮮
  - 檀紀1514年
- ユダヤ暦 : 2941年 - 2942年
- アッシリア暦 : 3931年
- 人類紀元 : 9181年